# Sepp Herberger

Sepp Herberger på ett tyskt frimärke från 1997

Josef "Sepp" Herberger, född 28 mars 1897, död 20 april 1977, var en tysk fotbollstränare och fotbollsspelare, förbundskapten för Tysklands fotbollslandslag 1938-1942 och Västtysklands fotbollslandslag 1950-1964.
Sepp Herberger var förbundskapten för det klassiska tyska landslag som blev världsmästare vid VM 1954 efter finalseger över Ungern. Herberger hyllades som en stor taktiker, då han bland annat vilade nyckelspelare i gruppspelsmatchen mot Ungern. Herberger var förbundskapten fram till 1964 då han efterträddes av sin assistent Helmut Schön. Herberger hade huvudansvaret även vid VM 1958 och VM 1962. Herberger var även framgångsrik som spelare och gjorde tre landskamper för Tyskland på 1920-talet. 
Under 1930-talet verkade Herberger som assisterande landslagstränare innan han från 1936 tog över alltmer av huvudansvaret och han var förbundskapten för Tyskland vid VM i Frankrike 1938. Herberger ledde landslaget under de krigslandskamper som spelades fram till 1942. Efter kriget återupptog han sitt arbete som förbundskapten och tillträdde officiellt i samband med att Västtyskland åter blev medlem i Fifa vilket gjorde landskamper möjliga igen. 

## Klubbar
- SV Waldhof Mannheim